# Дейвид Ричардс
Дейвид Пендър Ричардс (на английски: David Pender Richards) е шеф на Продрайв и съсобственик на Астон Мартин и бивш технически директор на отборите от Формула 1 Бенетон и БАР, бивш рали-навигатор.
Роден е на 3 юни 1952 г. в Уелс. На връх Нова година 2005 г. е награден с Орден на Британската империя трета степен за своите заслуги към автомобилния спорт. На 16 септември 2007 г. Ричардс и съпругата му оцеляват в катастрофа с пилотирания от него хеликоптер в Есекс. Това се случва по-малко от 24 часа след друга катастрофа с хеликоптер, при която загива бившият състезател на Ричардс в отбора на Субару - Колин Макрий.

## Рали състезания
Ричардс завършва счетоводство, но още докато учи започва да участва в ралита като навигатор. Дебютът му е на 16 години, а след като по-късно печели Британския шампионат по автомобилизъм на шосе, той решава да остави счетоводството в полза на спорта. През 1976 г. става част от заводския отбор на Бритиш Лейланд, а през 1978 г. е в Ланча. В периода 1979 - 1981 г. той е навигатор на Ари Ватанен. С Форд Ескорт RS1800 двамата печелят Британския и Скандинавския рали шампионат, а през 1981 г. и Световния рали шампионат. След края на сезона Ричардс прекратява активната си състезателна кариера. През 2007 г. Ватанен, Ричардс и същият Форд отново се събират, за да участват, заедно с други бивш шампиони, в ралито Colin McRae Forest Stages Rally, част от Шотландския рали шампионат, в памет на загиналия същата година рали пилот Колин Макрий.
От 1976 г. датира ангажираността на Ричардс с организацията на ралита в Близкия изток. По молба на Ротманс в Кувейт той организира първото голямо рали в региона, което е и първото официално признато от ФИА рали в Близкия изток. След това Ричардс продължава да работи по организацията на ралита в Катар, ОАЕ, Бахрейн и Оман.

## Продрайв
През 1984 г. Ричардс и Иън Пари основават Продрайв, компания, която подготвя автомобили за рали състезания. Първоначално с финансовата подкрепа на Ротманс тя участва с Поршета 911 в ралита в Близкия изток. След успехи там Ричардс пуска автомобилите и в състезания в Европа, а по-късно участва и в Група Б на Световния рали шампионат с MG Метро 6R4. След забраната на Група Б, Продрайв участва с БМВ М3 в световния рали шампионат, а от 1987 г. - и в Британския шампионат за туристически автомобили, където още през първата година отборът печели шампионската титла, а през следващите две - титлата в своя клас. Продрайв подготвя и туристически автомобили на Алфа Ромео, Форд, Хонда и Волво. През септември 1989 г. започва сътрудничеството между Продрайв и Субару, което води до три титли при конструкторите (1995, 1996, 1997) и три при пилотите (1995 - Колин Макрий, 2001 - Ричард Бърнс, 2003 - Петер Солберг) в Световния рали шампионат. През 2008 г. отборът напуска шампионата заради световната финансова криза.
През 1999 г. Ричардс продава 49% от Продрайв на Ейпакс Партнърс за около 50 милиона долара. След това се сдобива с правата за излъчване на Световния рали шампионат, купувайки International Sportworld Communicators от Бърни Екълстоун.

## Формула 1
През септември 1997 г. Ричардс поема поста технически директор от в отбора от Формула 1 Бенетон, заменяйки уволнения Флавио Бриаторе Ричардс остава и шеф на Продрайв. Само година по-късно той напуска отбора, защото не успява да постигне съгласие с фамилия Бенетон за бъдещата стратегия на отбора - Ричардс не успява да я убеди да продаде част от дяловете си на Форд в замяна на двигатели от фирмата.
В края на 2001 г. в представящия се под възможностите си отбор на Бритиш Амирекън Рейсинг (БАР) настъпват промени. На почощ идват Продлайв и Дейвид Ричардс, който става шеф на отбора. Ричардс допринася за спечелването на второто място при конструкторите през сезон 2004. Той води в отбора Дженсън Бътън, който също през 2004 г. заема трето място в крайното класиране при пилотите. С нарастващите ограничения за тютюнопроизводителите да рекламират във Формула 1 все по-уселено се заговаря, че Бритиш Американ Табако ще се опита да продаде отбора. През ноември 2004 г. Хонда се сдобива с 45% от отбора, а като част от сделката договорът с Продрайв е прекратен, а на мястото на Ричардс идва Ник Фрай.
През 2006 г. Продрайв подава документи и бива избран като дванадесетият отбор, който ще участва във Формула 1 през сезон 2008. Продрайв има желание да използва т.нар. „клиентски болид“ (болид, изработен от някой от конструкторите от Формула 1 и продаден на друг участник), в случая - от Макларън Мерцедес. Други отбори като Уилямс и Спайкър обаче подават контестации, защото не са съгласни да бъдат използвани клиентски болиди, освен това Договорът Конкорд (споразумение, което регламентира комерсиалните и търговските правила във Формула 1 и се подписва между отборите, Бърни Екълстоун и ФИА) в старата си форма, която забранява клиентските болиди, изтича през 2007 г., но преподписвенето с нови правила се забавя, което означава, че старият ще важи и през сезон 2008. Правните спънки и дългите преговори с Макс Моузли водят дотам, Продрайв да няма възможност да започне сезона, отборът не получава разрешение и да се включи по средата му.
В края на 2008 г. отборът на Хонда обявява, че ще напусне Формула 1 заради икономическата криза. Появяват се няколко потенциални купувачи, сред които и Дейвид Ричардс, но в крайна сметка отборът е закупен от Рос Браун и на негово място е създаден Браун ГП.
През 2009 г. Дейвид Ричардс подава документи за участие през сезон 2010. Предвидено е отборът да получава техническа помощ и двигатели от Макларън Мерцедес, като през 2010 г. той ще се казва Продрайв F1, а от 2012 г. ще се състезава под името Астон Мартин. Продрайв F1 обаче не е сред трите одобрени от ФИА отбори.

## Астон Мартин
В средата на 2006 г. Форд решава да продаде Астон Мартин. На 12 март 2007 г. продажбата става факт, а новият собственик е консорциум, съставен от Дейвид Ричардс, Джон Сайндърс, колекционер на автомобили от марката, и две кувейтски инвестиционни компании - Инвестмънт Дар и Адийм Инвестмънт. Сделката е оценена на 479 милиона паунда (924 милиона щатски долара), като Форд запазва дял в размер на 77 милиона долара. Сътрудничеството между Астон Мартин и Продрайв датира от по-рано - през 2004 г. двете компании създават Астон Мартин Рейсинг. Астон Мартин Рейсинг подготвя автомобили на марката за различни състезания - 24-те часа на Льо Ман, ФИА ГТ, ФИА ГТ3, Сериите Льо Ман и др., като те са предназначени както за заводския отбор на Продрайв, така и за други заводски и клиентски отбори. Отборът на Астон Мартин Рейсинг печели 24-те часа на Льо Ман в клас GT1 през 2007 и 2008 г. с Астон Мартин DBR9.